# James T. Scott

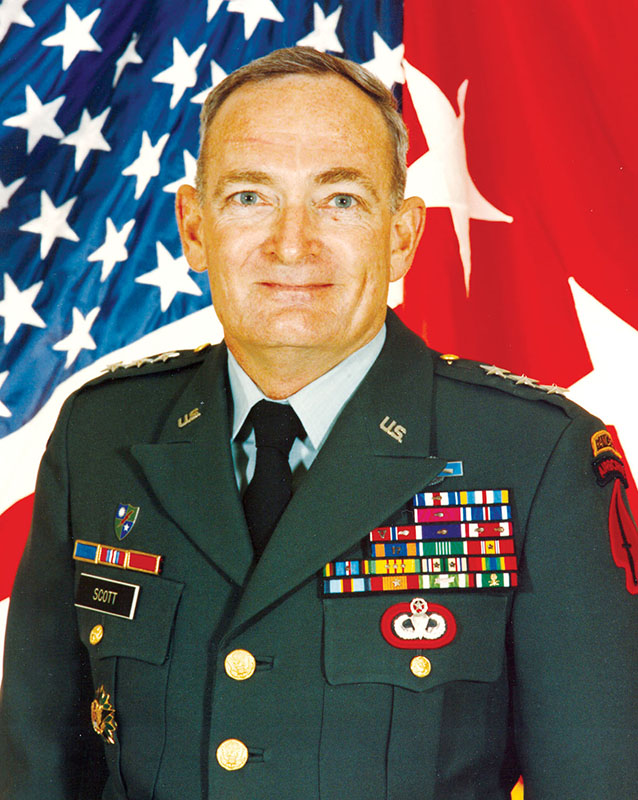
James T. Scott

James T. Scott (* um 1942) ist ein pensionierter Generalleutnant der United States Army. Er war unter anderem Kommandeur der 2. Infanteriedivision und des United States Army Special Operations Commands.
Über das ROTC-Programm der Texas A&M University gelangte er im Jahr 1964 in das Offizierskorps des US-Heeres. In der Armee durchlief er anschließend alle Offiziersränge vom Leutnant bis zum Drei-Sterne-General.
Im Lauf seiner militärischen Karriere absolvierte Scott die für das Erreichen der Generalsränge notwendigen Kurse und Schulungen. In seinen jüngeren Jahren absolvierte er den für Offiziere in den niederen Rangstufen üblichen Dienst in unterschiedlichen Einheiten und Standorten. Dazu gehörten auch Aufgaben als Stabsoffizier in verschiedenen Hauptquartieren. Details seiner Laufbahn einschließlich eventueller Verwendungen bei Kriegseinsätzen sind nicht verfügbar.
Im Juni 1991 erhielt er im Rang eines Generalmajors als Nachfolger von Caryl G. Marsh das Kommando über die in Südkorea stationierte 2. Infanteriedivision. Diese Funktion übte er bis zum Mai 1993 aus als John N. Abrams seine Nachfolge antrat. Nach dem Ende seiner Zeit als Divisionskommandeur wurde Scott zum Generalleutnant befördert und mit dem Kommando über das United States Army Special Operations Command betraut. Diese Aufgabe nahm er zwischen 1993 und 1996 wahr. Sein Hauptquartier befand sich in Fort Bragg in North Carolina. Anschließend schied er aus dem aktiven Militärdienst aus.
James T. Scott verbringt seinen Lebensabend in Coleman in Texas.